# 414
414 (CDXIV) fue un año común comenzado en jueves del calendario juliano, en vigor en aquella fecha.
En el Imperio romano, el año fue nombrado como el del consulado de Constancio y Constante, o menos comúnmente, como el 1167 Ab urbe condita, adquiriendo su denominación como 414 a principios de la Edad Media, al establecerse el anno Domini.

## Acontecimientos
- Enero: El rey visigodo Ataúlfo (sucesor de Alarico) contrae matrimonio con Gala Placidia (hermana de Honorio), su rehén romana, en Narbona (Galia). Es liberada tras el asesinato de Ataúlfo, al año siguiente. Se casó de nuevo con el general Constancio, que en 421 fue nombrado Augusto por Honorio.[1]
- Los visigodos pasan a la península ibérica, entrando por la Tarraconense, forzados por la persecución del general romano Constancio.